# Limba vrabiei

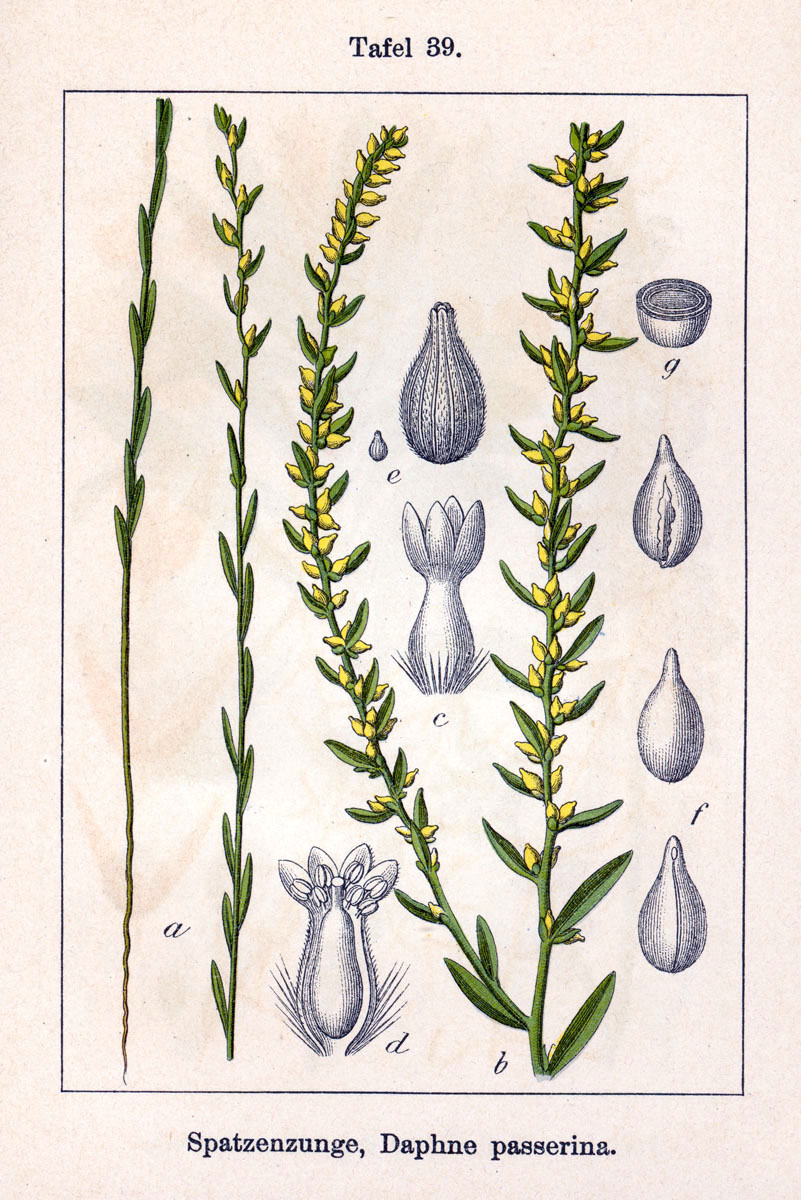
Limba vrabiei (Thymelaea passerina), ilustrație.
a - plantă, de mărime naturală;
b - ramuri fructifere mai mari, de mărime naturală;
c - floare, mărită;
d - floare deschisă, mărită;
e - pericarp, de mărime naturală și mărit;
f - fruct, mărit;
g - sămânță în secțiune, mărită.

Limba vrabiei (Thymelaea passerina) este o plantă erbacee anuală mică din familia timeleacee, care crește în câmpuri, semănături, prin locurile aride, nisipoase. Are tulpina dreaptă simplă sau ramificată; frunzele mici linear-lanceolate, dispuse altern. Florile, la fel,  sunt mici, de circa 3 mm,  solitare sau grupate, dispuse axilar. Învelișurile florale de culoare verzuie, caliciul persistent cu 4 lobi, după înflorire se veștejește și învelește fructul, corola lipsește; fructul nuculă cu o singură sămânță. Înflorește în iunie-august. Este răspândită în Europa meridională și centrală, Asia occidentală și boreală și Africa septentrională. În România și Republica Moldova crește în coline însorite, locuri cultivate, vii, margini de drumuri, nisipuri semiumede, pietrișuri, dărâmături, câmpuri și locuri calcaroase sau sărate.